# Минуарция щетинковая
Минуарция щетинковая (лат. Minuartia setacea) — вид травянистых растений рода Минуарция (Minuartia) семейства Гвоздичные (Caryophyllaceae).

## Распространение и экология
Европейский вид. В России: южные районы европейской части. Обитает на песчаных склонах в составе ассоциаций песчаной степи. Гелиофит, ксерофит, псаммофит, закрепитель песков.

## Ботаническое описание
Многолетнее травянистое стержнекорневое растение, или полукустарничек, высотой 10—20 (30) см. Растение внизу коротко-шероховато-опушенное, вверху — голое или очень редко шероховатые. Стебли приподнимающиеся, разветвлённые, в основании несколько одревесневшие. Листья линейно-шиловидные, острые, к основанию расширенные, часто изогнутые.
Цветки на голых цветоножках собраны в малоцветковые дихазии на верхушке стеблей, иногда образующие щитковидные соцветия. Чашечка из яйцевидно-ланцетных, острых, голых чашелистиков, с одной беловатой выступающей жилкой, с двумя зелеными полосками и широким кожистым беловатым краем, при основании твердеющих. Венчик равен или длиннее чашечки, состоит из яйцевидных лепестков белого цвета. Плоды — почковидно-округлые коробочки, 0,5 мм длиной, на спинке неясно тупо бугорчатые, равные чашечке.
Размножается семенами. Цветёт в мае—июне, плодоносит в июне—июле.